# Clemensia rosacea
Clemensia rosacea là một loài bướm đêm thuộc phân họ Arctiinae, họ Erebidae.